# بهرام عاطف
بهرام عاطف (بالفارسية: بهرام عاطف) هو لاعب كرة قدم إيراني، ولد في 2 فبراير 1941 في مدينة أصفهان في إيران.